# Lombardore
Lombardore (piemontiul: Lombardor) település Olaszországban, Lombardia régióban, Torino megyében. Lakosainak száma 1694 fő (2023. január 1.). Lombardore Bosconero, Leinì, Rivarossa, San Benigno Canavese, San Francesco al Campo, Volpiano és Rivarolo Canavese községekkel határos.

## Népesség
A település népességének változása:
| Lakosok száma | 1738 | 1724 | 1694 |
|               | 2017 | 2018 | 2023 |